# Noćna mora (Fussli)
Noćna mora (engleski: The Nightmare) je slavno ulje na platnu koje je naslikao švicarsko-engleski slikar romantizma Johann Heinrich Füssli 1781. godine. Na slici je žena u dubokom snu s rukama zabačenim ispod nje dok joj na grudima sjedi majmunoliki demon. Jeziva i erotična slika nemirnih snova je odmah nakon prve izložbe na Kraljevskoj akademiji u Londonu 1782. godine polučila ogromni uspjeh. Slika je parodirana u političkoj satiri i do te mjere je postala popularna da je Fussli naslikao još najmanje tri druge verzije.
Tumačenja slike su različita. Čini se kako platno istovremeno prikazuje ženu koja sanja i sadržaj njezine noćne more. Inkub i kobilja glava odnose se na tadašnja vjerovanja i folklor o noćnim morama poput njemačkih priča o demonima i vješticama koje su posjedovale ljude koji su spavali sami. Naziv slike je igra riječi, naime Fusli je bio švicarski slikar, ali koji je djelovao na engleskom govornom području, te se tako naziv s engleskog može doslovno prevesti kao „Noćna kobila”, dok je na njemačkom čest izraz za noćnu moru Albtraum, doslovno „Vilenjački san”.
Spavanje i snovi bili su uobičajena tema Fusslija, iako je Noćna mora jedinstvena među njegovim slikama po tome što nije temljena na književnom ili vjerskom uzorku (Fussli je bio zaređeni monah). Fuselijevo poznavanje povijesti umjetnosti bilo je široko, što je omogućilo kritičarima da predlože izvore za sliku u antičkoj, klasičnoj i renesansnoj umjetnosti. Prema umjetničkom kritičaru Nikoli Powellu, položaj žene može poticati iz rimske skulpture Vatikanske Ariadne ili slike San o Hekubu Giulia Romana, a stil inkuba iz starogrčkih figura iz Selinuntea, arheološkom nalazištu na Siciliji.
Noćna mora se pak može promatrati i kao osobni prikaz izgubljenih erotskih aspekata ljubavi. Naime, nekoliko godina ranije Fussli se zaljubio u Annu Landholdt iz Züricha, dok je ova putovala iz Rima u London. Landholdt je bila nećakinja njegovog prijatelja, švicarskog fiziognomita Johanna Kaspara Lavatera. No, Fusslijev prijedlog za brak naišao je na negodovanje Annina oca, te se ona uskoro udala za obiteljskog prijatelja. Povjesničar umjetnosti H.W. Janson sugerira kako uspavana žena predstavlja Landholdt, a da je demon sam Fussli. 
Fuseli je prodao original za dvadeset gvineja, a jeftina grafika koju je izveo Thomas Burke postala je širom dostupna početkom siječnja 1783., zarada izdavača Johna Raphaela Smitha je bila više od 500 funti. Slika se kasnije obilato koristila kao predložak za satiru političkih zbivanja o Napoleonu, engleskom plemstvu, premijeru, tj. događanja i osobe poznate u 19. st.
Onovremeni kritičari bili su iznenađeni otvorenom seksualnošću slike, te su je neki suvremeni znanstvenici tumačili kao nagovještaj jungovskih ideja o nesvjesnom i reprezentacijom sublimiranih seksualnih nagona,. Antropolog Charles Stewart karakterizira usnulu kao „voljnu” a jedan učenjak opisuje je kako leži u „seksualno prijemčivom položaju” U Ženi kao seksualnom objektu (1972.), Marcia Allentuck slično tvrdi da je namjera slike bila pokazati ženski orgazam. Tome u prilog idu Fusslijevi seksualni, pa čak i pornografski privatni crteži.

## Vanjske poveznice
|  | Zajednički poslužitelj ima još gradiva o temi Noćna mora (Fussli) |

- Gothic Nightmares: Fuseli, Blake and the Imagination, 15. veljače do 1. svibnja 2006., Tate Britain, London. ISBN 1-85437-582-2 (engl.)
- E. Jones, On the Nightmare, 1931., Hogarth Press and Institute of Psycho-Analysis, London